# Räpina (Räpina)

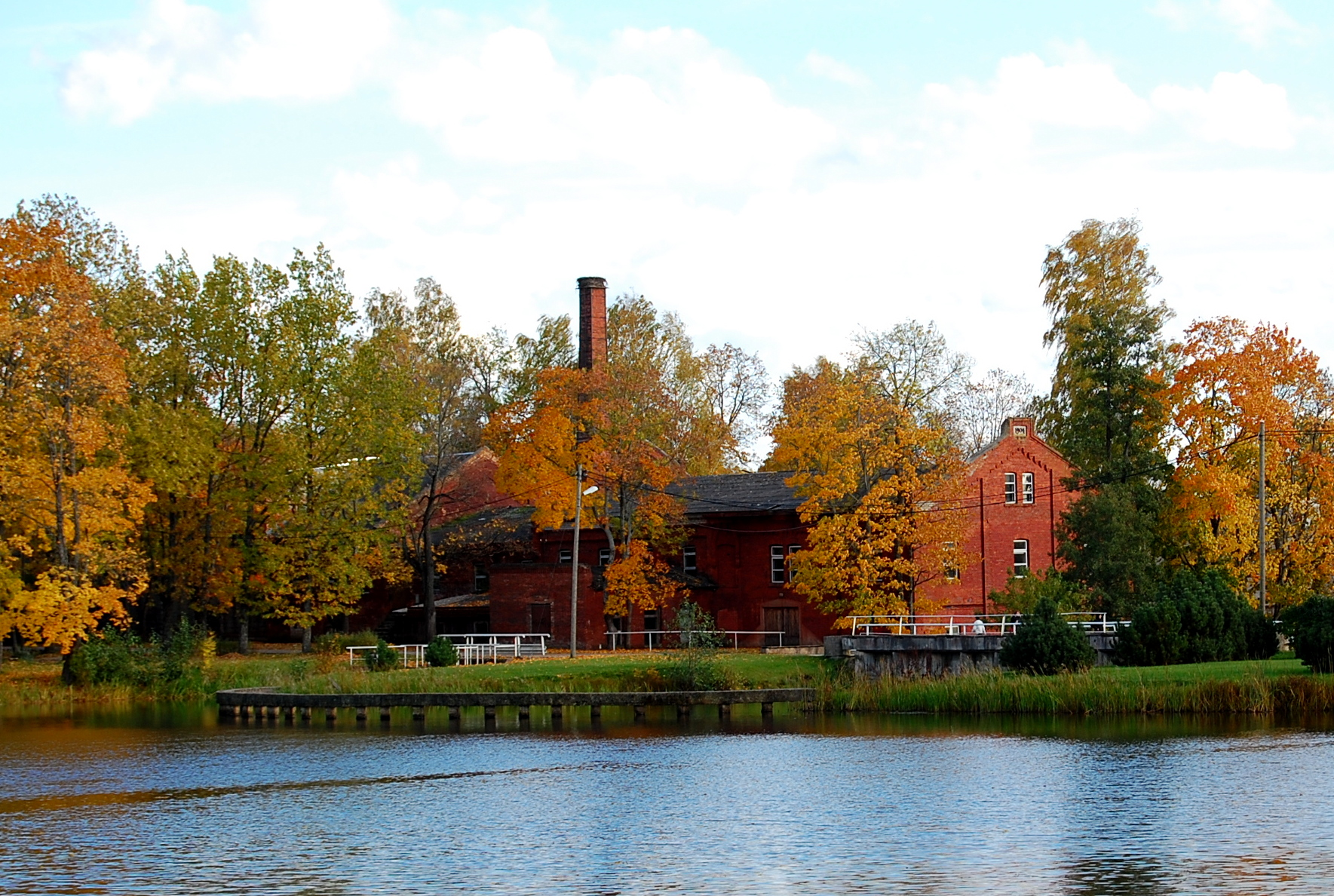
Ehemalige Papierfabrik

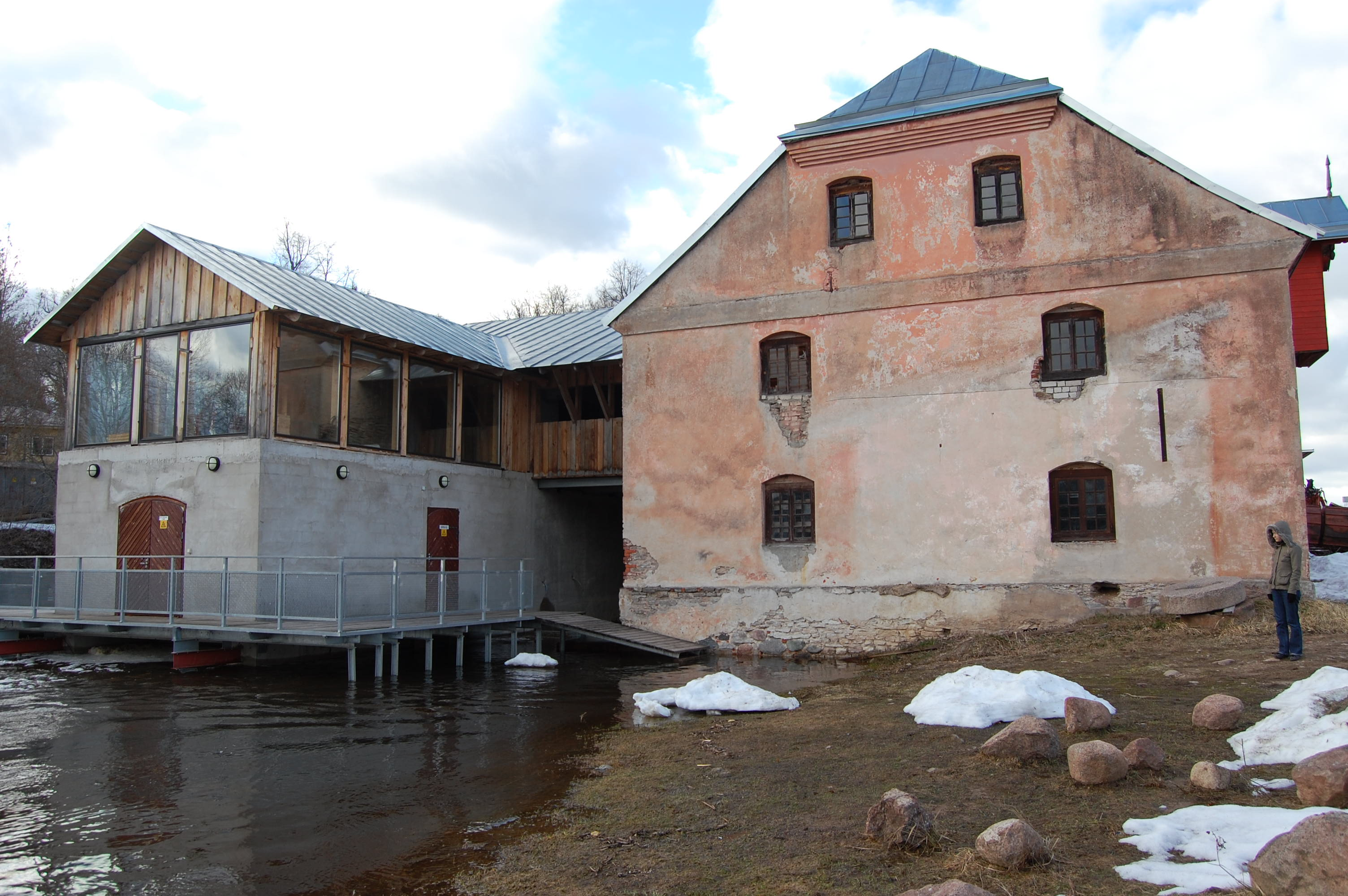
Alte Wassermühle

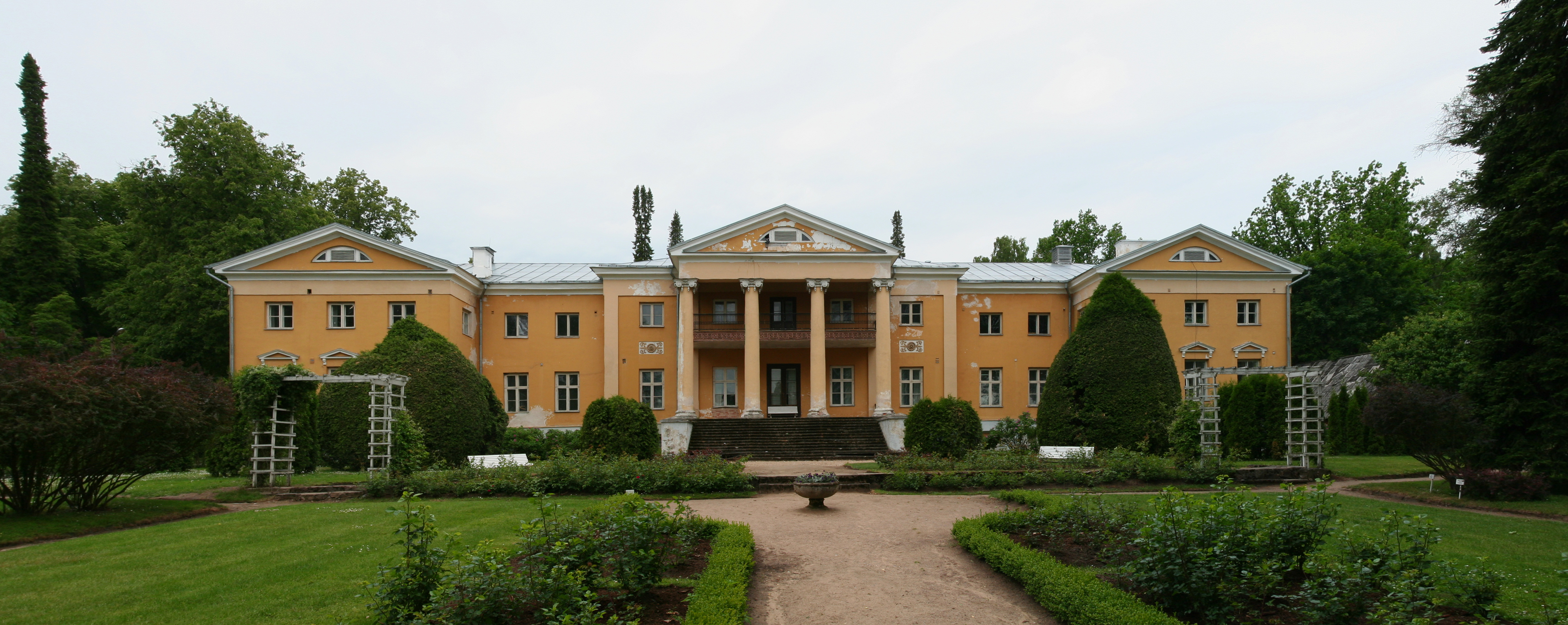
Herrenhaus des Gutes Rappin

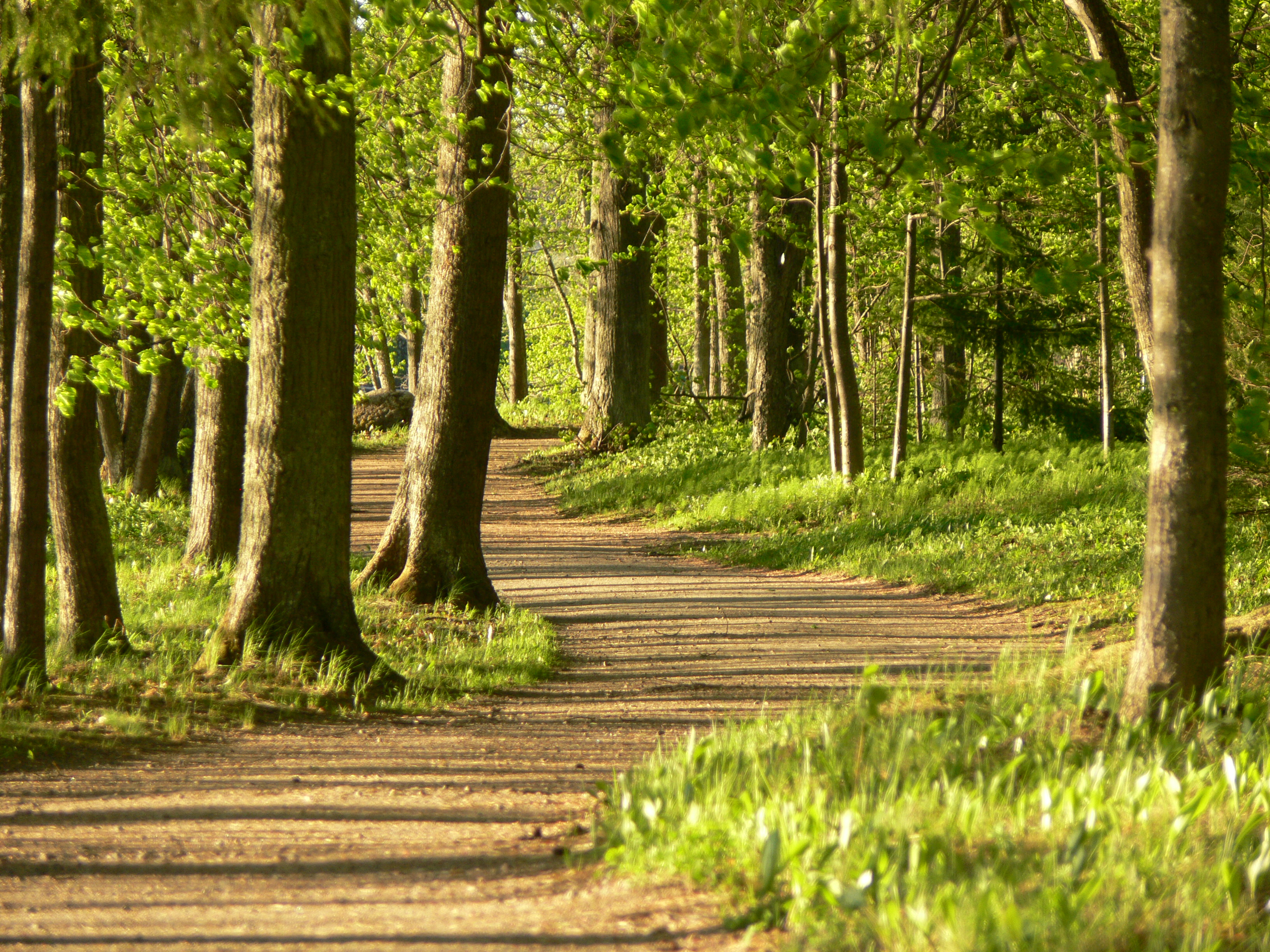
Stadtpark

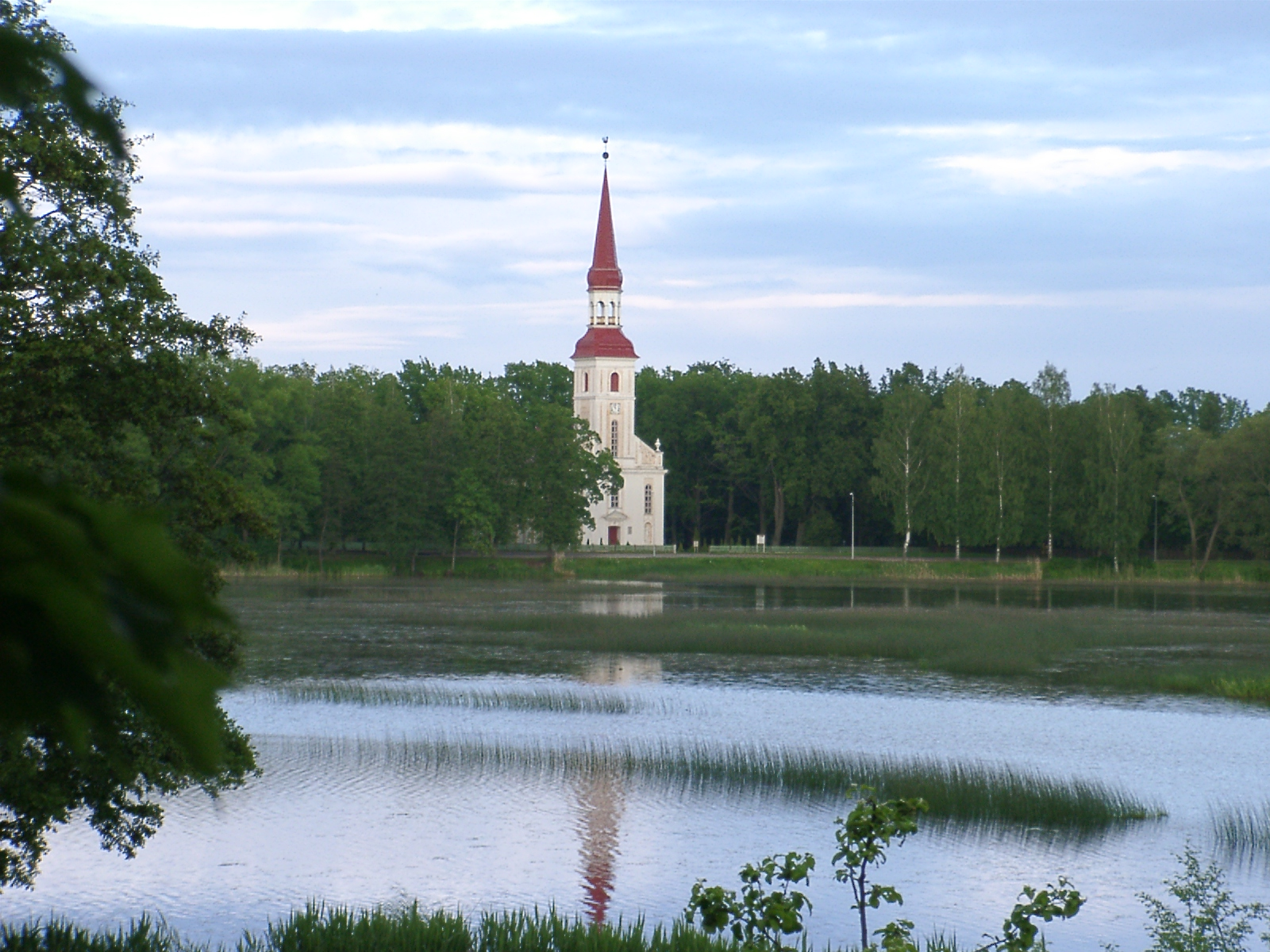
Evangelisch-lutherische Kirche

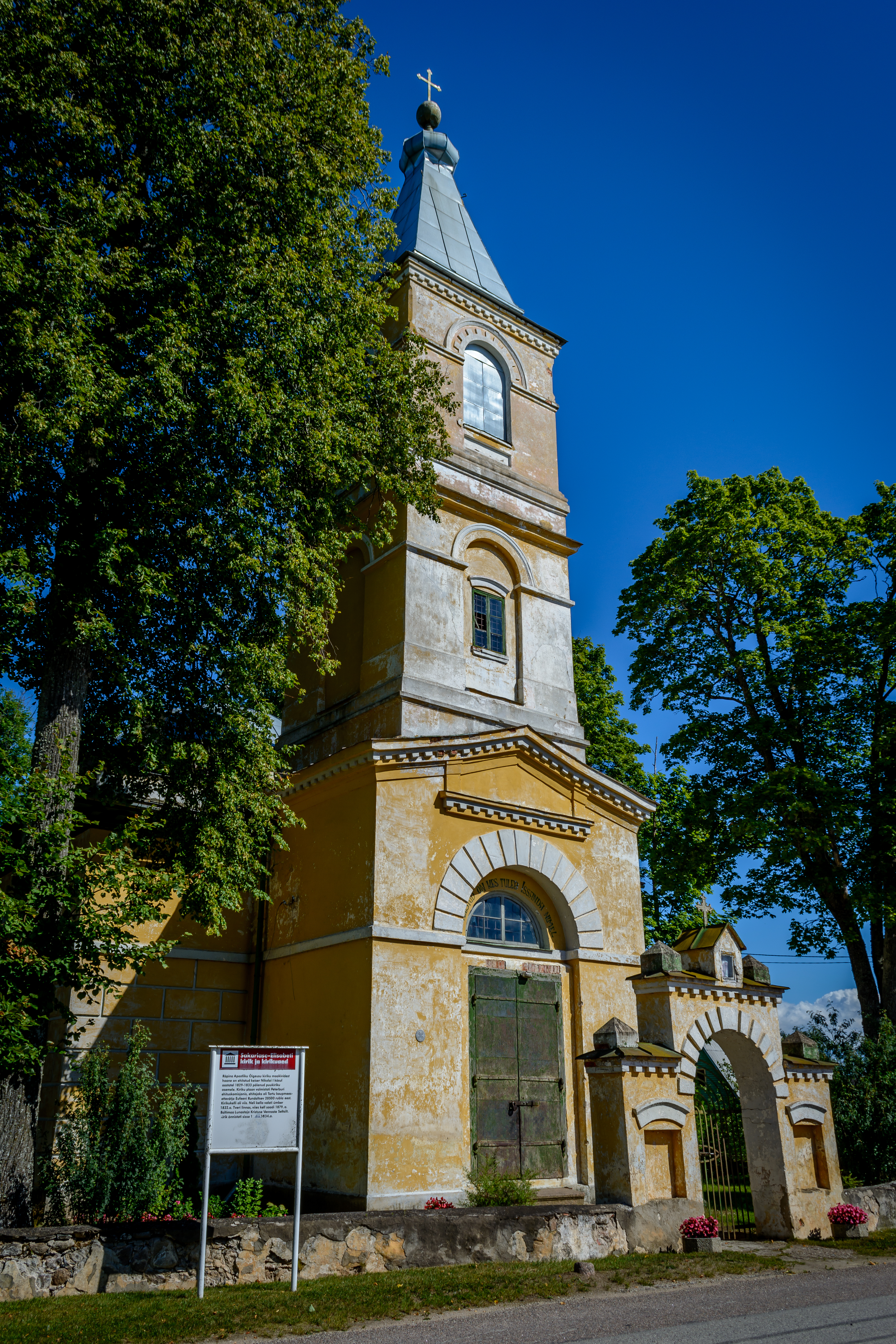
Orthodoxe Kirche

Räpina (deutsch Rappin; Võro Räpinä) ist eine Stadt im Kreis Põlva im Süden Estlands. Verwaltungsmäßig ist sie ein Teil der Landgemeinde Räpina (Räpina vald).

## Einwohnerschaft und Lage
Die Stadt Räpina hat 2219 Einwohner (Stand 1. Januar 2017). Sie liegt 64 Kilometer südöstlich der zweitgrößten estnischen Stadt Tartu (deutsch Dorpat) am Unterlauf des Võhandu-Flusses. Der Fluss bildet bei Räpina einen 19,1 Hektar großen See, den Räpina Paisjärv. Die Entfernung zum östlich gelegenen Peipussee beträgt fünf Kilometer.

## Geschichte
Räpina wurde erstmals im 16. Jahrhundert unter dem Namen Repin urkundlich erwähnt. 1582 wurde auf einem Teil des Dorflands der Hof Rappin als Zentrum eines Amts der Oekonomie Dorpat gegründet. 1625 wurde das ganze Amt Rappin dem Generalgouverneur von Livland, Bengt Oxenstierna (1591–1643), verlehnt. 1681 zog es die schwedische Krone ein. Ab 1717 stand der Hof wieder in Privatbesitz. Bis 1835 gehörte er der adligen deutschbaltischen Familie Löwenwolde. Letzter Privateigentümer vor der Enteignung im Zuge der estnischen Landreform 1919 war der Deutschbalte Alexander von Sivers.
1734 gründete Karl Gustav von Löwenwolde, der Besitzer von Rappin, neben seinem Hof eine Papiermanufaktur. Bald darauf entstand das „Papierdorf“ (estnisch Papreküla, später Paberiküla). 1873 wurde die Fabrik um einen Maschinenpark erweitert. Sie stellte bis ins 20. Jahrhundert unter anderem Geldscheine für das Russische Reich und später für die Republik Estland her.
Durch die Fabrik entstand im 20. Jahrhundert am Ort eine größere Siedlung. 1945 wurde Räpina der Status eines Großdorfs (alevik) verliehen. Von 1950 bis 1961 war es das Zentrum des sowjetestnischen Rajons Räpina. Mit Wiedererlangung der estnischen Unabhängigkeit erhielt Räpina 1993 die Stadtrechte. Im Herbst 2002 verschmolzen die Stadt Räpina und die Landgemeinde Räpina zu einer Verwaltungseinheit. Heute hat Räpina den Status einer Stadt innerhalb der Landgemeinde.
In der Stadt befinden sich heute ein Kindergarten, ein Gymnasium, eine Musikschule, eine Bibliothek, ein Volkshaus, das Krankenhaus der Region sowie die 1924 gegründete Gartenbauschule, die Gärtner für ganz Estland ausbildet.
Mit einer Höhe von 50 Metern ist der Leevaku-Schornstein von Räpina der höchste Sauna-Schornstein der Welt. Er wurde ursprünglich 1923 als Teil der örtlichen Ziegelfabrik erbaut. Nach der Insolvenz des Unternehmens entstand im Gebäude eine Sauna.

## Papierfabrik
Für die 1734 erbaute Papierfabrik, das älteste noch existierenden Industrie-Unternehmen im heutigen Estland, wurde unter der Leitung des Baumeisters Johann Georg Keiser zunächst ein Damm auf dem Fluss Võhandu gebaut. Wegen des Namens des Baumeisters wird im Volksmund häufig erzählt, dass der russische „Kaiser“ persönlich an der Fabrik mitgebaut hätte.
Von den am Ort hergestellten roten Backsteinen wurden zunächst ein Sägewerk, eine Papiermühle und eine Getreidemühle gebaut. Der Antrieb wurde durch die Wasserkraft gewonnen.
Dank dem unternehmerischen Geist des Besitzers Peter Anton von Sivers und des Pächters der Papierfabrik Emil Friedrich Schulze wurde die Papiermühle von Räpina zur Mitte des 19. Jahrhunderts stark erweitert. Das Fabrikgebäude und ein kompliziertes Schleusensystem wurden gründlich umgebaut. Sie gehören heute zu den einzigartigen Beispielen der europäischen Industriearchitektur. Die erste Maschine zur Herstellung von Papier wurde aus Deutschland nach Räpina geliefert. Sie konnte verschiedene Schrift- und Druckpapiere herstellen. Innerhalb kurzer Zeit wurden drei weitere Maschinen geliefert, von denen eine in umgebauter Form noch heute funktioniert.
Nach dem Zweiten Weltkrieg produzierte die Fabrik hauptsächlich Dachpappe und Isolationspapier für den sowjetischen Markt. Mit Wiedererlangung der estnischen Unabhängigkeit wurde die Fabrik Anfang der 1990er Jahre wieder privatisiert und modernisiert. Sie ist heute einer der führenden Hersteller von Papier, Pappe und Kartonagen in Estland.

## Schloss Sillapää
Das historische Gutshaus Rappin, auch Schloss Sillapää (Sillapää loss) genannt, wurde in den 1830er Jahren errichtet. Mit seinem Säulenportikus ist das zweistöckige Gebäude eines der bedeutendsten Beispiele der klassizistischen Architektur in Südostestland. In dem Gebäude ist heute das 1995 gegründete Heimat- und Gartenbaumuseum von Räpina (Räpina koduloo- ja aiandusmuuseum) untergebracht, das einen umfassenden Überblick über die Geschichte und Lebensweise der Region bietet. Im zweiten Stock befindet sich die Musikschule der Stadt.
Das Gutshaus umgibt ein 8,5 Hektar großer Park mit über 300 Bäumen und Büschen. Der von Baron Peter von Sivers angelegte Park nach Plänen des deutschbaltischen Gartenbauarchitekten Walter von Engelhardt (1864–1940) vereint auf seinem Gelände den englischen, französischen und Waldparkstil. In dem Park befinden sich zwei Denkmäler für die Gefallenen des Estnischen Freiheitskriegs und den Zweiten Weltkrieg.

## Sakralgebäude

### Evangelisch-lutherische Kirche
Die evangelisch-lutherische St.-Michaelis-Kirche liegt direkt am See von Räpina. Das im Stil des Spätbarock errichtete Gotteshaus wurde 1785 geweiht. Der Vorgängerbau war während des Nordischen Krieges Anfang des 18. Jahrhunderts zerstört worden. Das zweigeteilte Altarbild „Jesus erscheint Maria Magdalena“ und „Das Begräbnis Jesu“ stammt von dem Künstler Carl Antropoff aus dem Jahr 1871. Der Taufstein aus weißem Marmor ist eine Arbeit von 1905. Die alte Orgel wurde 1857 eingebaut. Die neue Orgel von 1934 ist ein Werk des estnischen Orgelbauers August Terkmann (1858–1940).

### Orthodoxe Kirche
Die orthodoxe Kirche des Heiligen Zacharias und der Heiligen Elisabet wurde auf Anordnung des russischen Zaren Nikolaus I. zwischen 1829 und 1833 erbaut, nachdem 1813 der Vorgängerbau aus Holz von 1752 abgebrannt war. Die Pläne fertigte der in Kassel geborene Architekt Georg Friedrich Geist (1782–1846). Das klassizistische Gotteshaus mit seiner einfach gehaltenen Ikonostase von 1832 wurde auf dem Grundriss eines lateinischen Kreuzes errichtet. 1911 wurde ein neuer Kirchturm angefügt. Die Kirche untersteht heute der Estnischen Apostolisch-Orthodoxen Kirche (EAÕK).

### Methodistische Gemeinde
Daneben gibt es in Räpina eine methodistische Gemeinde.

## Persönlichkeiten des Ortes
- Johann Friedrich Heller (1786–1849), deutschbaltischer evangelischer Geistlicher, Pastor in Rappin und Erforscher der estnischen Sprache